# Steatoda carbonaria
Steatoda carbonaria là một loài nhện trong họ Theridiidae.
Loài này thuộc chi Steatoda. Steatoda carbonaria được Eugène Simon miêu tả năm 1907.